# میکائلا بلاید
میکائلا بلاید (انگلیسی: Michaela Blyde؛ زادهٔ ۲۹ دسامبر ۱۹۹۵) بازیکن راگبی ۷ نفره اهل نیوزیلند است.
وی در مسابقات کشوری و بین‌المللی در مجموع برندهٔ ۳ مدال طلا شده‌است.